# Boucle (ceinture)
Pour les articles homonymes, voir boucle.

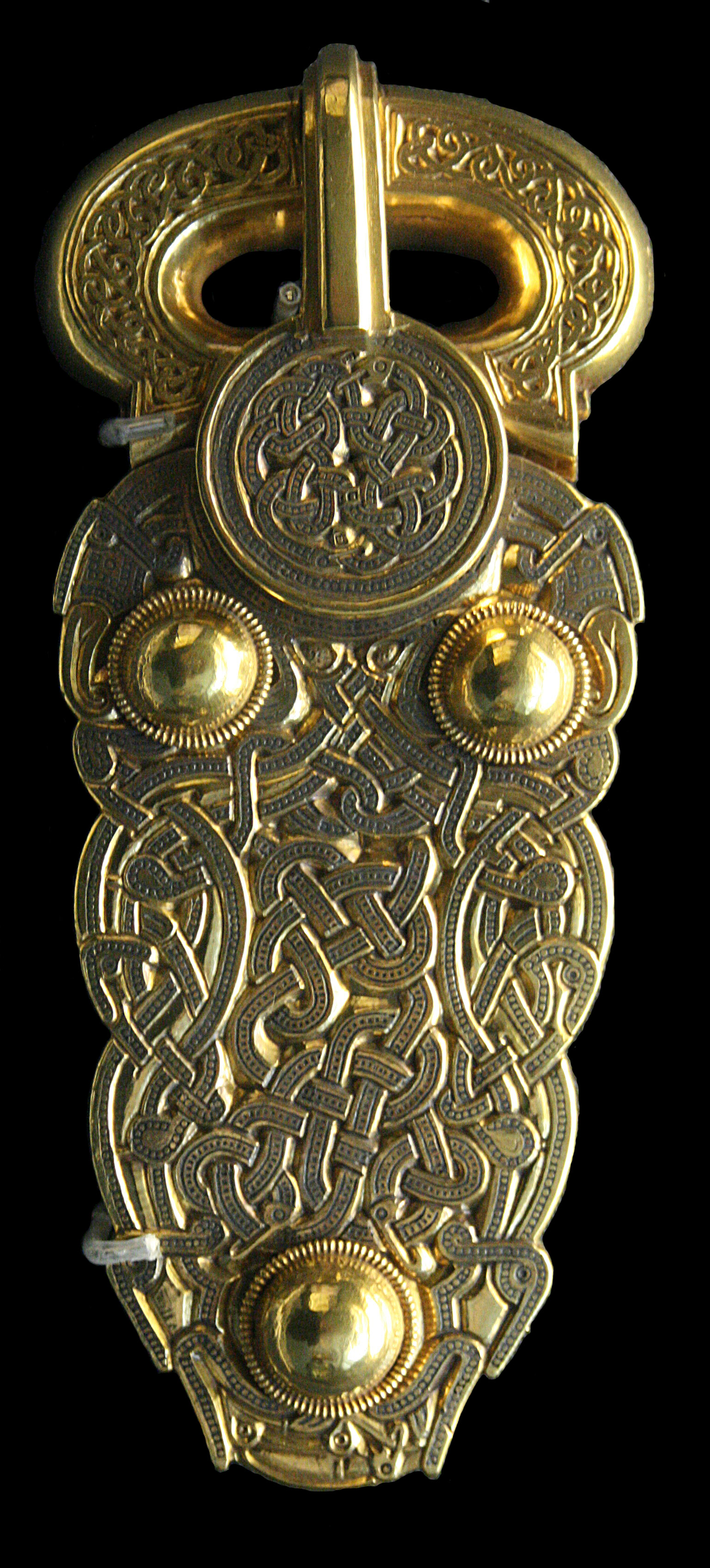
Boucle de ceinture anglo-saxonne en or avec des entrelacs provenant de la sépulture de bateau de Sutton Hoo 1, Suffolk (Angleterre). VIIe siècle après J.-C. British Museum.

La boucle ou le fermoir est un dispositif utilisé pour fixer deux extrémités libres, une extrémité y étant attachée et l'autre étant maintenue par un loquet de manière sûre mais réglable. Souvent considérée comme allant de soi, l'invention de la boucle était indispensable pour fixer deux extrémités avant l'invention de la fermeture éclair. La boucle de base se présente sous différentes formes et tailles, en fonction de l'utilisation prévue et de la mode de l'époque. Les boucles sont aussi utilisées aujourd'hui qu'elles l'ont été dans le passé : elles servent à bien plus qu'à fixer la ceinture, elles sont l'un des dispositifs les plus fiables pour sécuriser toute une série d'objets. 

## Histoire
Le mot anglais buckle est entré dans le moyen anglais par l'intermédiaire du vieux français et du latin buccula ou « bride de joue », comme pour un casque. Certaines des plus anciennes boucles connues sont celles utilisées par les soldats romains pour attacher leur armure corporelle, notamment sur le balteus (de) et le cingulum. Fabriquées en bronze et coûteuses, ces boucles étaient purement fonctionnelles car leur force et leur durabilité étaient vitales pour chaque soldat. Le baudrier (latin :  balteus fut plus tard une ceinture e portée en diagonale sur l'épaule droite jusqu'à la taille à gauche portant l'épée, et sa boucle était donc aussi importante que celle de l'armure d'un soldat romain.
Il existe plusieurs types de boucles romaines en bronze. Non seulement utilisées à des fins pratiques, ces boucles étaient également décorées. Une boucle romaine de type I était une « plaque de boucle », décorée ou non, composée d'ornements géométriques. Les boucles romaines de type IA étaient similaires aux boucles de type I, mais se distinguaient par leur longueur et leur étroitesse, leur fabrication en double feuille de métal et leur fixation à de petites boucles en forme de D (principalement décorées de têtes de dauphin). Les boucles de type IB ressemblaient encore plus aux boucles de type IA, à la seule différence qu'au lieu de têtes de dauphin, elles étaient ornées de têtes de cheval. Les Romains utilisaient également des boucles de type II (type IIA et type IIB), mais tous les types de boucles romaines pouvaient également servir à l'habillement simple et, surtout, à des fins militaires.
Outre l'utilisation pratique des boucles romaines, les boucles scythes et sarmates comportaient des motifs animaliers caractéristiques de leurs arts décoratifs respectifs. Ces motifs représentaient souvent des animaux engagés dans un combat mortel. Ces motifs ont été importés par de nombreux peuples germaniques et les boucles de ceinture étaient visibles dans les tombes des Francs et des Bourguignons. Tout au long du Moyen Âge, la boucle a surtout servi d'ornement jusqu'à la seconde moitié du XIVe siècle, où la ceinture et la boucle de chevalier ont pris leur forme la plus splendide.
Les boucles sont restées exclusivement réservées aux riches jusqu'au XVe siècle, où l'amélioration des techniques de fabrication a permis de produire facilement un article moulé moins cher, accessible au grand public.

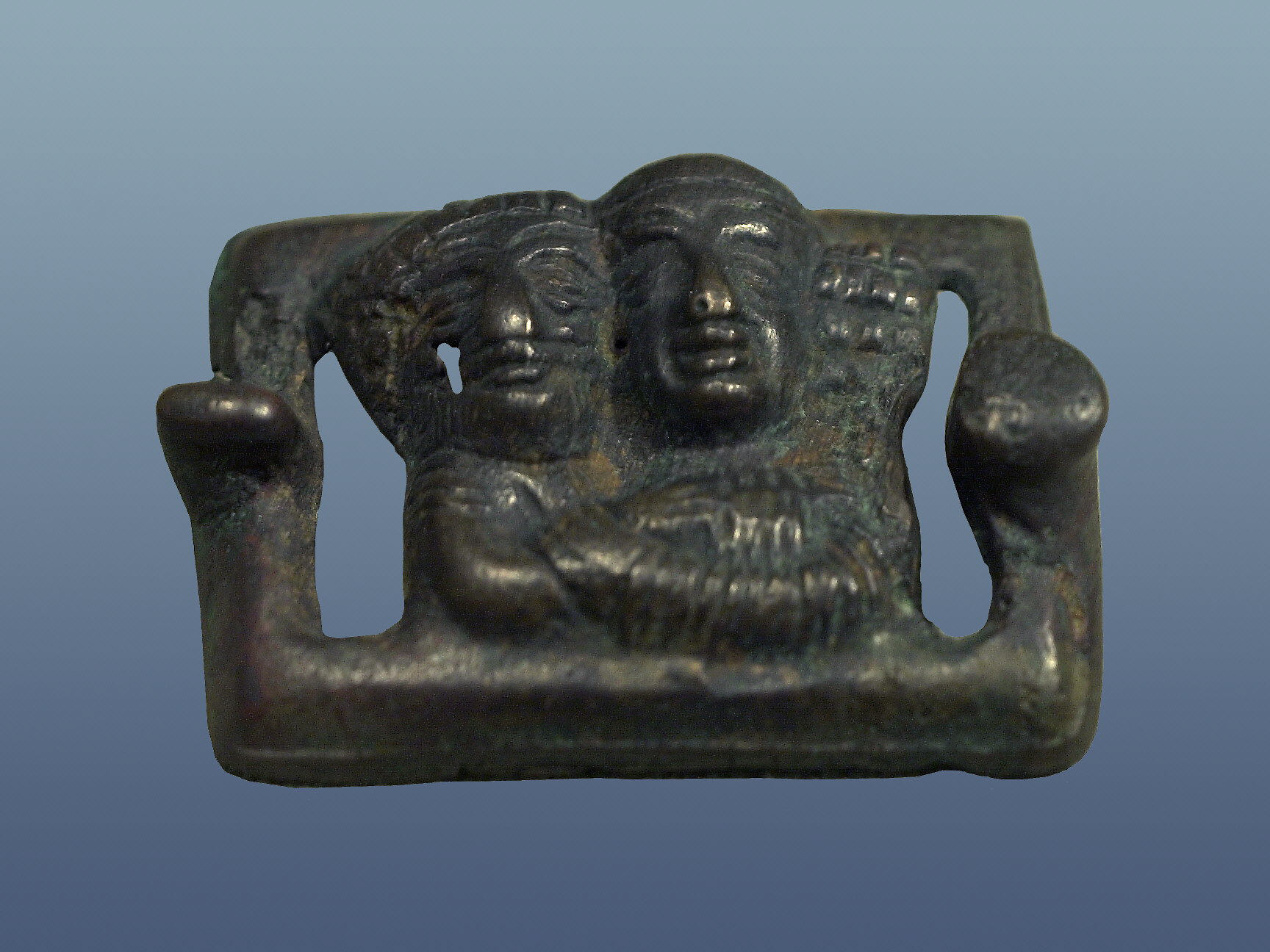
Boucle de Parthes, IIe ou IIIe siècle. The Met
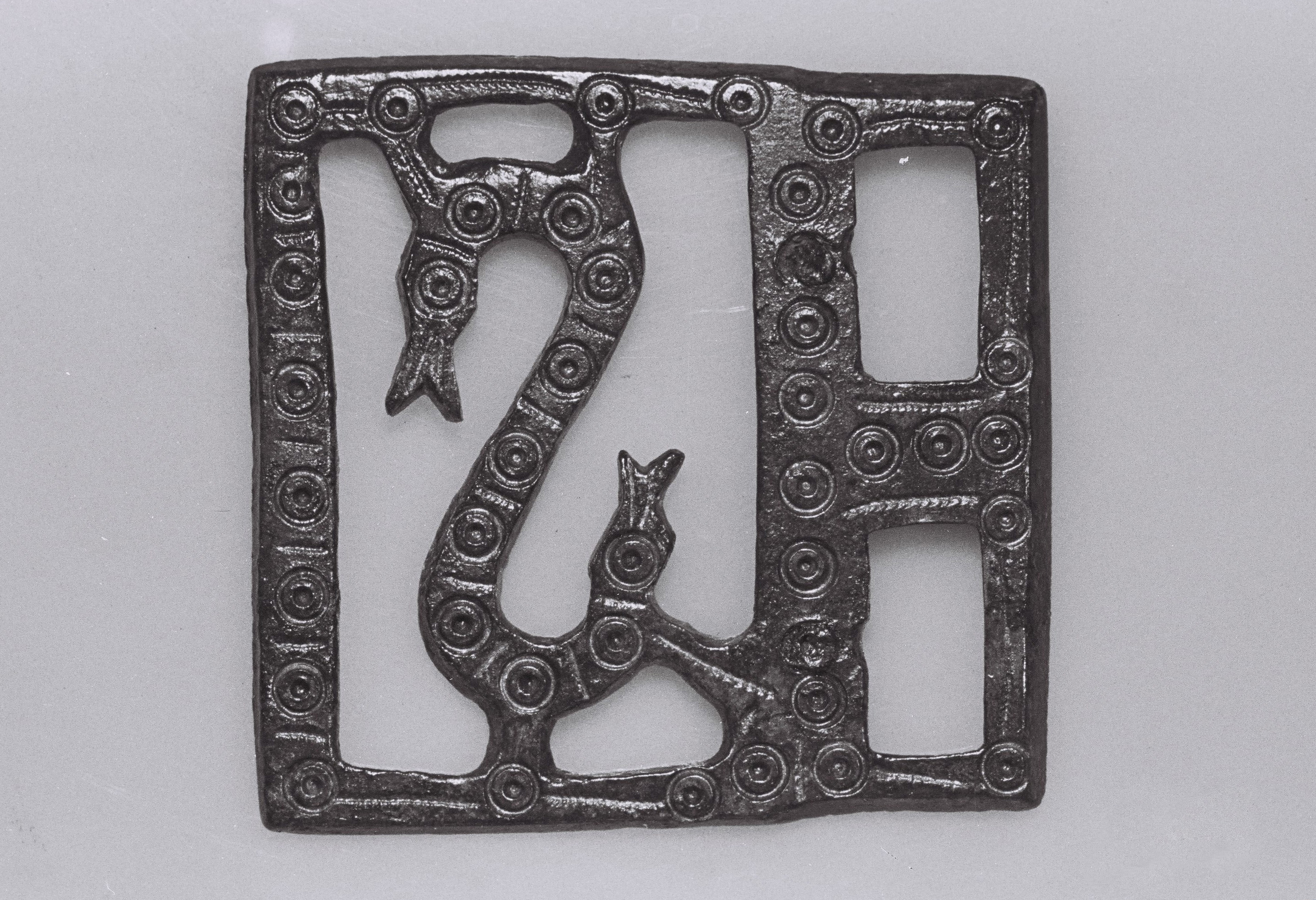
Plaque de châtelaine ajourée, décorée d'un serpent. Musée Saint-Raymond
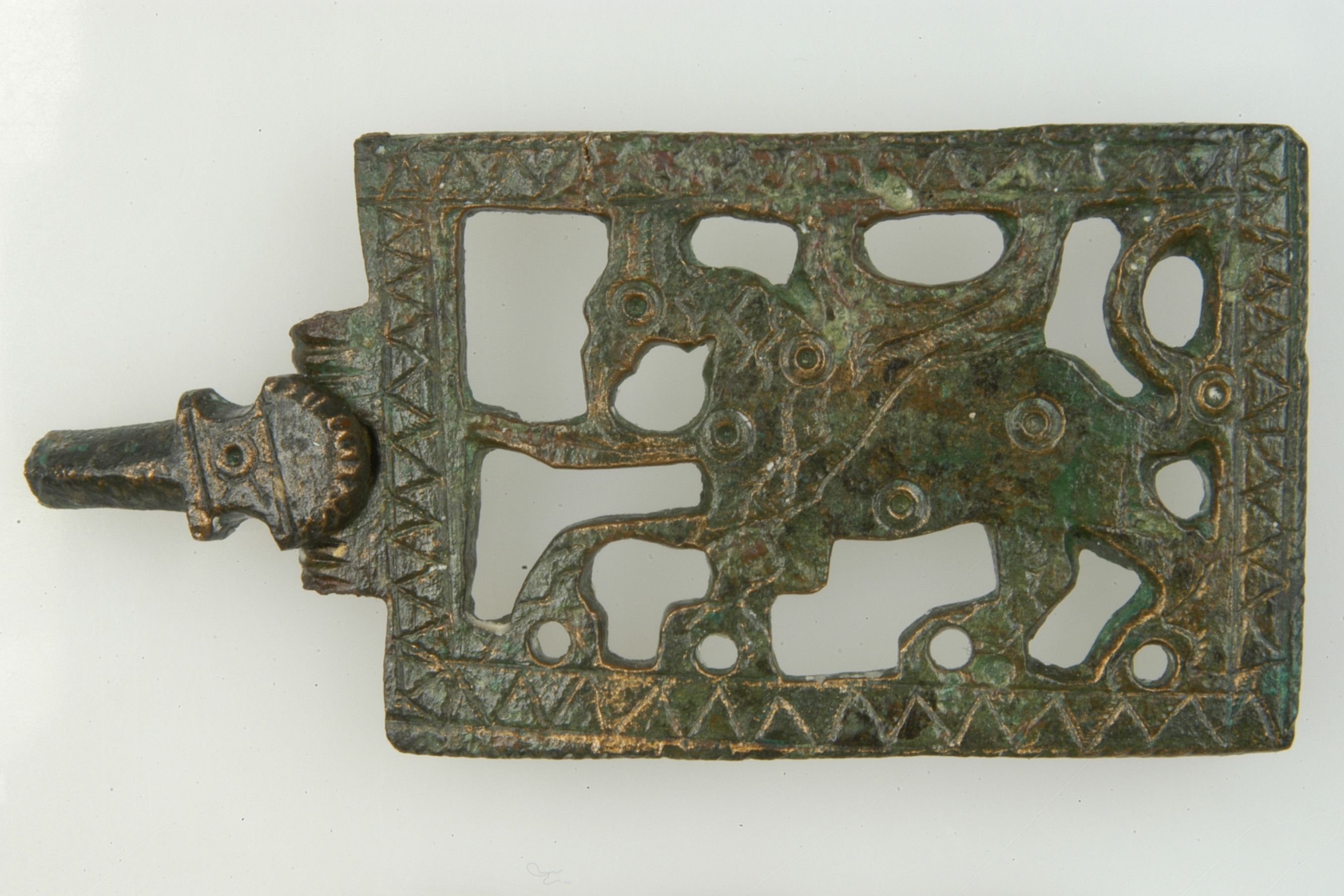
Entre VIe siècle et VIIe siècle. Musée Saint-Raymond
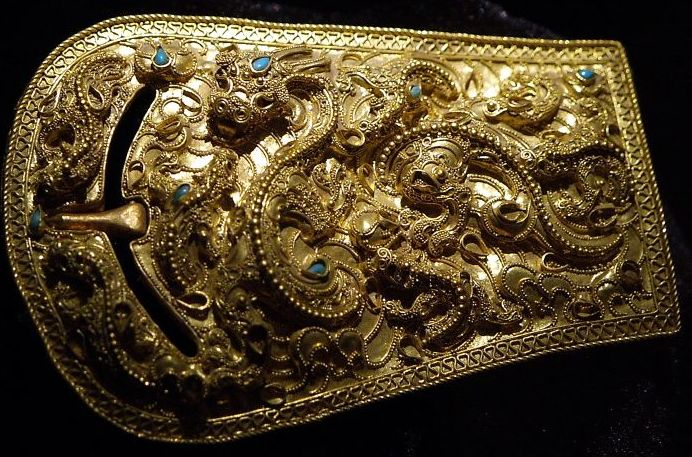
Boucle en or Seogamni de Pyeongyang (Trésors nationaux n° 89 de Corée du Sud), découverte à Pyongyang, en Corée du Nord.

## Composants

Le cadre (frame), la  chape (en) (chape) ou plaque-boucle, la barre (bar) et l'ardillon (prong)
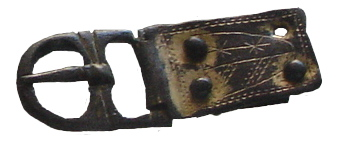
Boucle et chape de ceinture, fin du XIIe siècle et XIIIe siècle, bronze doré et décoré d'un blason de Lastours, découvert à Château Lastours en Aude en France

La boucle se compose essentiellement de quatre éléments principaux : le cadre, la chape (en) ou plaque-boucle, la barre et l'ardillon. Les plus anciennes boucles romaines ont une armature simple en forme de "D", dans laquelle la languette s'étend d'un côté à l'autre. Au XIVe siècle, on a vu apparaître des boucles à double boucle ou en forme de "8". Les ardillons de ces boucles s'attachent au montant central. L'apparition de boucles en plusieurs parties avec chapes et broches amovibles, que l'on trouvait couramment sur les chaussures, date du XVIIe siècle. 

## Types

### Fermoir pince de homard
Bien que tout dispositif servant à fixer deux extrémités libres soit appelé couramment boucle, s'il est constitué de deux pièces distinctes, l'une pour le crochet et l'autre pour la boucle, il doit être appelé fermoir. Les fermoirs sont devenus de plus en plus populaires au début du XIXe siècle, mais ils présentaient un inconvénient évident : comme chaque extrémité de la ceinture était fixée à chaque pièce du fermoir, la taille de la ceinture n'était généralement pas réglable, à moins d'insérer un panneau élastique.

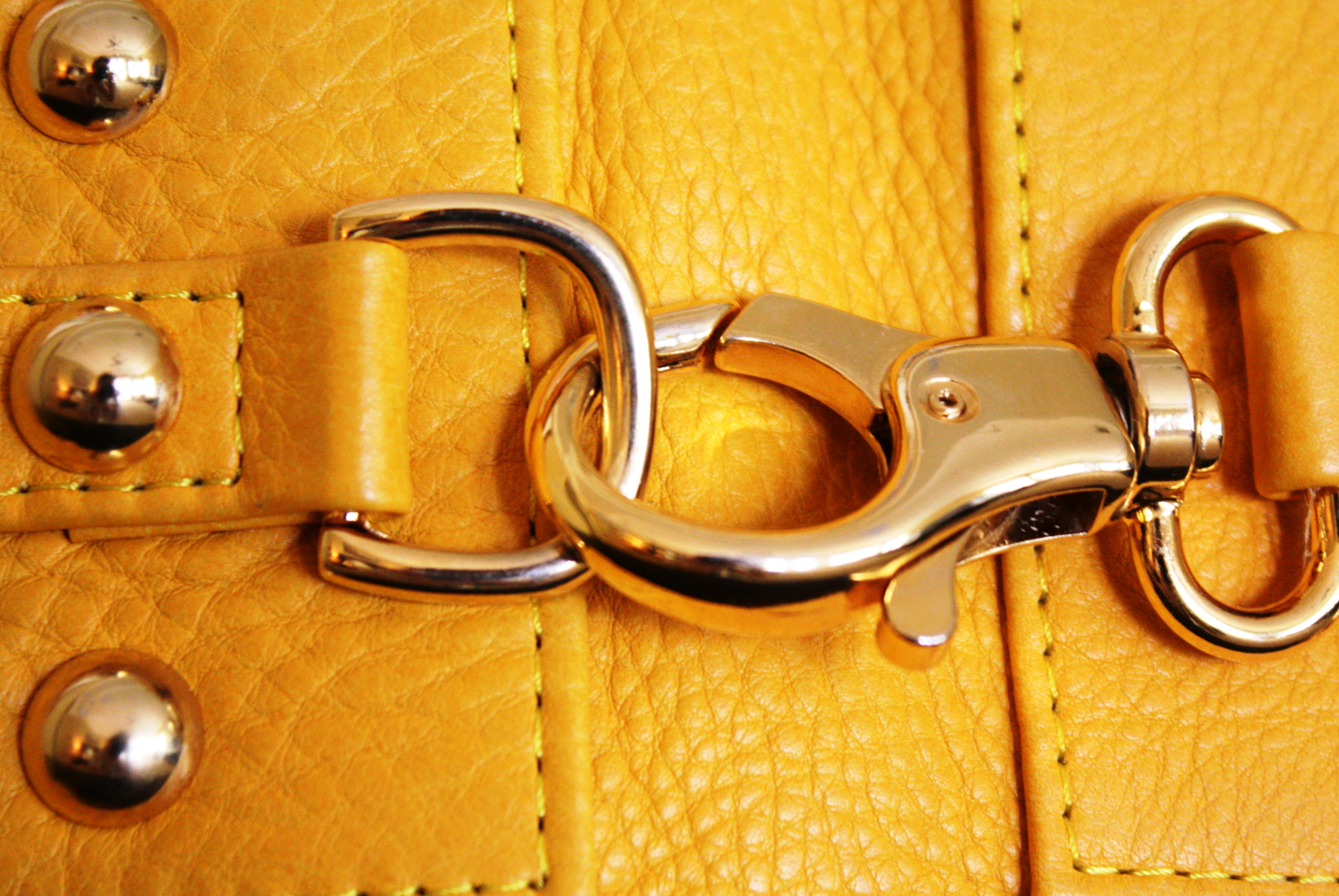
Un fermoir pince de homard

### Glissière
Une boucle sans chape ni ardillon est appelée boucle à glissière. Elle peut avoir été conçue de cette manière ou avoir perdu ses ardillons en raison d'une utilisation continue. 

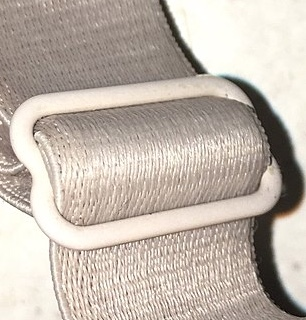

### Boucle rapide

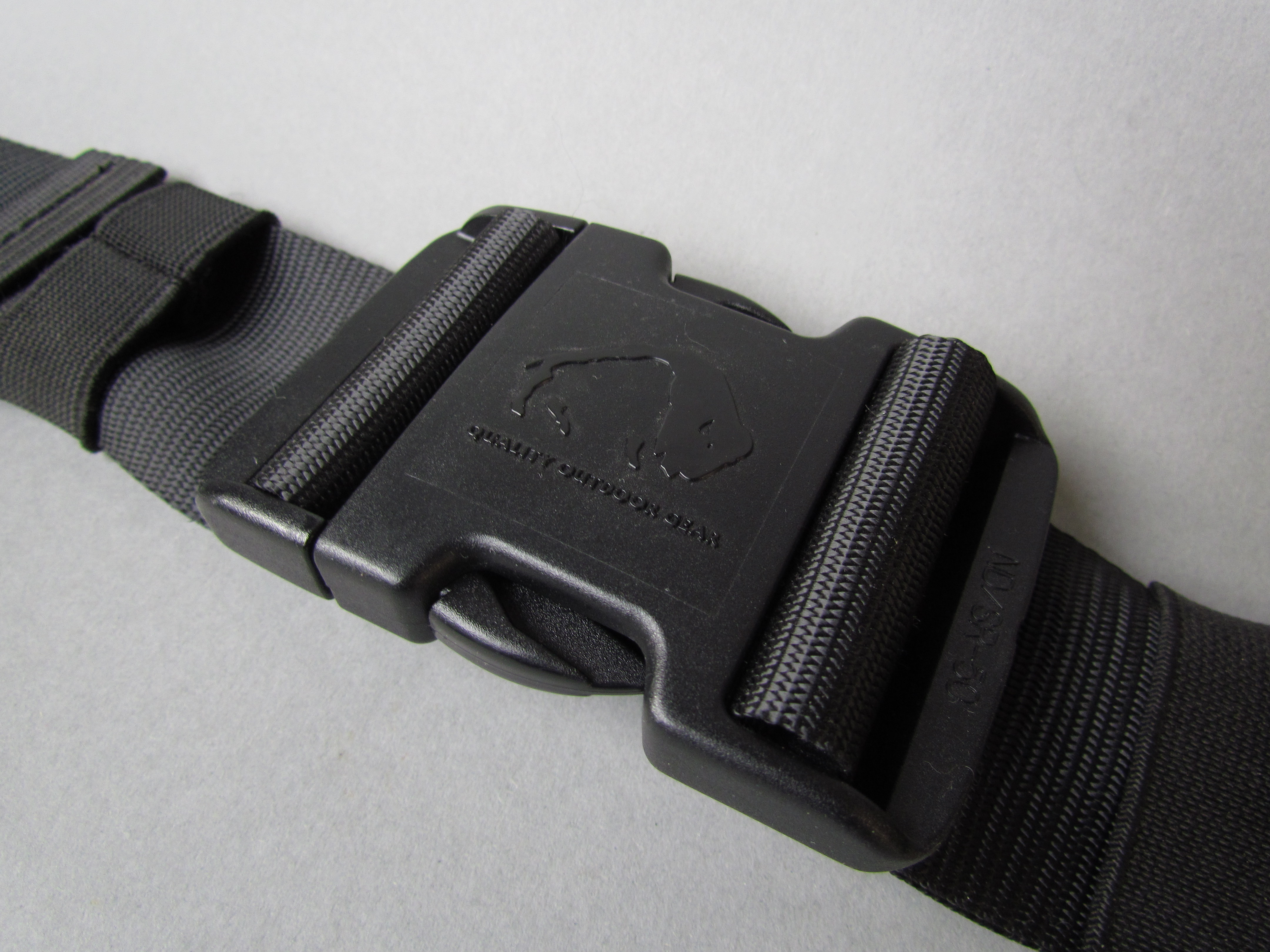